# Catocala concubina
Catocala concubina là một loài bướm đêm trong họ Erebidae.